# 1939 у літературі

## Нагороди
- Нобелівську премію з літератури отримав фінський письменник Франс Ееміль Сіланпяя.

## Народились
- 10 квітня — Клаудіо Маґріс, італійський письменник, есеїст.
- 5 жовтня —Марі-Клер Бле, франко-канадська письменниця.
- 16 листопада — Тур Оґе Брінґсвярд, норвезький письменник.
- ? — Вера Вржовська-Петревська, македонська поетеса.

## Нові книжки
- Глибокий сон — роман американського письменника Реймонда Чандлера
- Грона гніву — роман американського письменника Джона Стейнбека
- Гори димлять — повість українського письменника Ярослава Галана
- Жиль — роман французького письменника П'єра Дріє ля Рошеля